# SV Preußen Berlin
Der SV Preußen Berlin ist ein 1990 gegründeter deutscher Sportverein aus dem Berliner Ortsteil Weißensee. Er verfügt über zwölf Abteilungen (Badminton, Basketball, Eishockey, Inlineskaten, Judo, Leichtathletik, Moderner Fünfkampf, Rhythmische Sportgymnastik, Ringen, Schwimmen, Turnen und Volleyball) und ist über 1000 Mitglieder stark. Die zwischen 1993 und 1997 existierende Fußballabteilung spielte 1994/95 als Nachfolgeverein von Bergmann-Borsig Berlin in der Oberliga Nordost.

## Abteilung Fußball
| Saison  | Liga                      | Platz (von) |
| ------- | ------------------------- | ----------- |
| 1993/94 | Landesliga Berlin St. 2   | 09 (17)     |
| 1994/95 | Oberliga Nordost St. Nord | 16 (16)     |
| 1995/96 | Verbandsliga Berlin       | 15 (20)     |
| 1996/97 | Verbandsliga Berlin       | 19 (19)     |

Logo des SV Preußen 1993–97

Die Fußballabteilung der Preußen wurde im Jahr 1993 durch den Beitritt der finanziell angeschlagenen Mannschaft der SG Eumako Weißensee gegründet. Eumako war 1993 aus der neu gegründeten Verbandsliga Berlin abgestiegen und Preußen trat daher in der Saison 1993/94 in der fünftklassigen Landesliga Berlin an. Die Heimspielstätte war das Stadion Buschallee. In der Folgesaison trat auch der in Konkurs gegangene PFV Bergmann Borsig dem SV Preußen bei, so dass der noch junge Verein dessen Platz in der Oberliga Nordost einnehmen konnte.
Zum SV Preußen wechselten aber letztlich nur drei Stammspieler des ehemaligen DDR-Ligisten. Entsprechend chancenlos verlief auch die einzige Oberligasaison der Berliner, in der mit lediglich acht Saisonpunkten gemeinsam mit dem FC Neubrandenburg der sofortige Wiederabstieg erfolgte. In den nächsten beiden Spielzeiten konnte der später als Preußen Weißensee auftretende Verein die Klasse in der Verbandsliga Berlin noch halten, stieg aber 1997 auch aus der höchsten Berliner Spielklasse ab. Nachdem auch den Preußen die finanziellen Mittel ausgingen, gründete die Fußballabteilung den Weißenseer FC neu, und beendete die kurzzeitige Fußballepoche des auf Leichtathletik konzentrierten SV Preußen wieder. Auf sportlicher Ebene agierte der WFC in Berlin nicht mehr höherklassig.

### Spieler
- Olaf Seier (1995–1997), Spielertrainer.

## Abteilung Handball
Der SV Preußen übernahm ab Juli 1990 die Männermannschaft des 1. SC Berlin in der DDR-Handball-Oberliga, die wiederum aus dem SC Dynamo Berlin hervorgegangen war. Ab Januar war die Handballabteilung eigenständig im HC Preußen Berlin aktiv und spielte unter diesem Namen die letzte Spielzeit im DDR-Handball zu Ende. Am Ende der Oberliga-Saison 1990/91 belegte Preußen den zweiten Platz und qualifizierte sich für die Bundesliga. Außerdem gewann man die letzte Ausgabe des FDGB-Pokal. Vorm Start der Saison 1991/92 ging der HC Preußen Berlin aufgrund wirtschaftlicher Probleme zum SV Blau-Weiß Spandau über.

## Abteilung Ringen
Mit der Gründung des Großvereins wurde 1990 auch die Abteilung Ringen des SV Preußen Berlin gegründet. Der Ursprung der Abteilung Ringen ist bereits in den 50er und 60er Jahren der DDR zu finden, bestehend aus den 3 Sektionen SG Dynamo Hohenschönhausen, BSG Empor „Werner Seelenbinder“ und SG Dynamo „Robert Uhrig“. Die Abteilung Ringen ist ein Zusammenschluss dieser 3 Sektionen.
Nach der Wende wurde eine erfolgreiche Vereinsarbeit sowohl im Nachwuchs- und Jugendbereich als auch bei den Männern geleistet. Von Beginn der 1990 neu gegründeten 2. Bundesliga Nordost bis 1997 startete man in der zweithöchsten Ligaklasse. Ab 1993 zusätzlich mit einer 2. Mannschaft in der Landes-Oberliga. Bei den deutschen Meisterschaften der letzten 20 Jahre konnten die Preußen Ringer neben vier goldenen noch 15 weitere Medaillen gewinnen. Das sportliche Ziel besteht in der Fortführung und weiteren Entwicklung der Jugend- und Männermannschaften. Neben den zahlreichen Mitgliedern, die sich an dem umfangreichen Spielspaß- und Fitnessprogramm beteiligen, steht die Jugendarbeit besonders im Vordergrund. Die Preußen Ringer starteten 2011 einen Neuanfang bei den Mannschaftskämpfen und stellten gemeinsam mit dem SV Buch die Kampfgemeinschaft „Berliner Nordlichter“ in der Jugendliga Berlin/ Brandenburg. Am Ende konnte ein guter 4. Platz erkämpft werden.
bekannte Personen der Abteilung Ringen
- Roland Gehrke

## Abteilung Turnen
Im Jahr 1990 wurde die Abteilung Turnen des SV Preußen Berlin gegründet. Seitdem wird die Abteilung von ehemaligen Spitzenleistungsturnern der DDR (z. B. bis Ende der 1990er von der Olympiateilnehmerin Irene Abel) unterstützt. Einen großen Stellenwert nimmt die Nachwuchsförderung ein. Leistungsorientiertes Training und Wettkämpfe auf Breitensportebene werden von den zum Teil ehrenamtlich arbeitenden Trainern gefördert.
Der Verein brachte unter anderem Berliner Meister, Berliner Mannschaftsmeister, Pokalsieger, Jahrgangsbeste, Sieger in der Landes-, Ober-, Verbands-, Jugend- und Frauenliga hervor. Lange Zeit dominierte der SV Preußen Berlin die Wettkämpfe in den unteren Ligen.

## Abteilung Volleyball
Die Abteilung Volleyball des SV Preußen Berlin ist mit drei Mannschaften im Ligaspielbetrieb des Volleyball-Verbands Berlin und der Dritten Liga aktiv. Zusätzlich gibt es Nachwuchs- und Jugendmannschaften.

### Dritte Liga Männer
Seit der Saison 2015/16 spielt die erste Männermannschaft als „Preußen Volleys“ in der Dritten Liga. Den größten sportlichen Erfolg erreichte das Team mit dem Meistertitel in der Saison 2022/23. 2018 gewann die Mannschaft den Preis „Goldenes Händchen“ des Deutschen Volleyball-Verbands.

### Snow-/Beachvolleyball
Bei der ersten Deutschen Meisterschaft im Snow Volleyball erreichte das Team Kliche/Richter-Darge Platz zwei. Das Duo spielt seit Beginn 2018 in der Konstellation und startet auch bei der Techniker Beach Tour.

### Bekannte ehemalige Spieler
- Marcus Böhme –  Deutscher Meister 2010, 2011; DVV-Pokalsieger 2012, Europaligasieger 2009, WM-Dritter 2014, Sieger Europaspiele 2015
- Matthias Böhme – Topscorer der Bundesliga 2009/10
- Sebastian Kühner – Deutscher Meister 2013, 2014, 2016, 2017, 2018; WM-Dritter 2014, Sieger Europaspiele 2015
- Ruben Schott – Deutscher Meister 2013, 2014, 2016, 2017, 2022; DVV-Pokalsieger 2023; 2017 Vizeeuropameister; 2016 CEV-Pokalsieger
- Janine Hinderlich – Jugendeuropameisterin 2007, Juniorenweltmeisterin 2009
- Christina Goldbrich – 1. Bundesliga VCO Berlin 2009/10
- Caroline Scholz – Jugendnationalmannschaft 2007